# Гулле

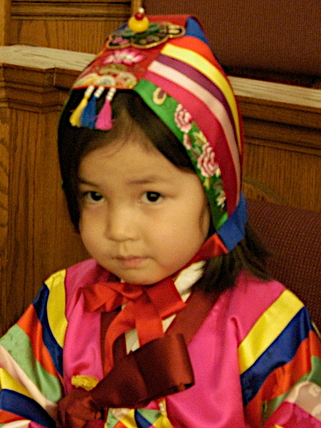
Гулле

Гулле́ (кулле, хангыль: 굴레) — разновидность традиционного корейского головного убора ссыгэ (쓰개), вид чепчика, который носили дети в возрасте от одного года (толь) до пяти лет в конце периода Чосон . Его в основном носили девочки из высшего сословия из-за его тепла и стиля. Гулле обычно шили из чёрного шёлка, а летом — из са (사,紗), вида шёлка свободного плетения. Сзади он украшается длинной лентой.
Аналогичный головной убор для мальчиков — «хогон» («поккон») — матерчатые шляпки с острым верхом.